# Große Synagoge (Isfahan)

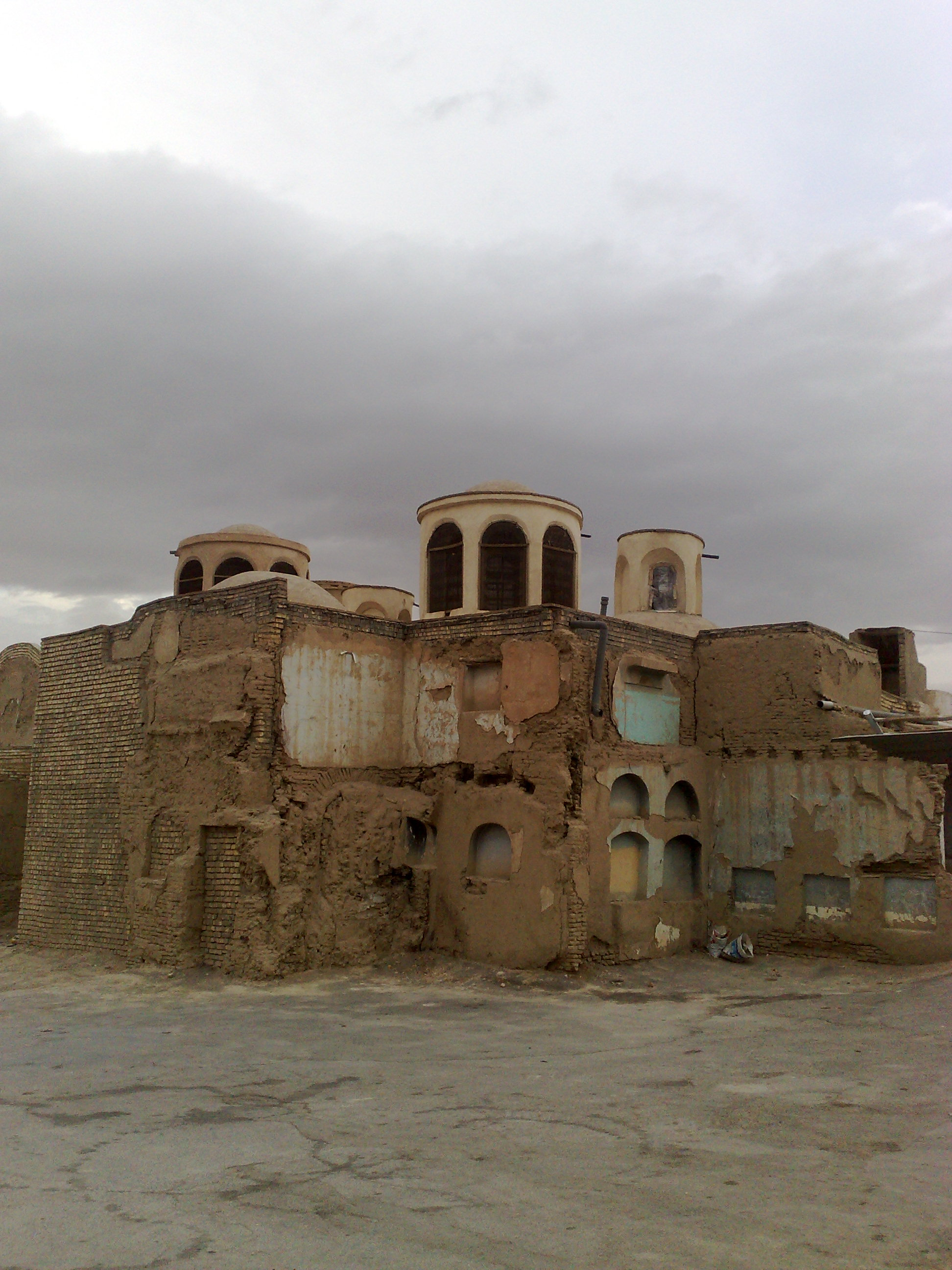
Große Synagoge (mittel) und Dschima'ati-Synagoge (links)

Die Große Synagoge (hebräisch בית כנסת נהדר; persisch کنیسه بزرگ Kanīse ye Bozorg, daher auch Bozorg-Synagoge, hebräisch בית הכנסת בוזורג) oder Mirachor-Synagoge (persisch کنیسه میراخور Kanīse ye Mirakhor, hebräisch בית הכנסת מיראכור) ist eine um 1908 fertiggestellte Synagoge in der iranischen Stadt Isfahan und Teil eines Gebäudekomplexes von drei Synagogen, welche das größte Synagogenbauwerk im Isfahaner Dschuybare-Viertel bilden.

## Standort
Die Baukomplex mit der Bozorg-Synagoge steht im alten Isfahaner jüdischen Viertel Dschuybare ein Stück nach hinten versetzt an der Nordwestseite der Straße Māhī-Forūsch-hā (ماهی فروش ها, Fischhändlerstraße) schräg gegenüber dem südlichen Ende des Kamāl-Parks (بوستان کمال) und der hier einmündenden Ismail-Straße (کوچه إسماعيل). Das Stadtviertel ist weniger als 500 m von der alten Freitagsmoschee entfernt.

## Geschichte
Alle drei Synagogen des Komplexes wurden in ihrer heutigen Form aller Wahrscheinlichkeit nach Anfang des 20. Jahrhunderts in der Spätzeit der Kadscharen errichtet, und für alle drei Gebäude wird als Architekt der Muslim Hadsch Mahmud Schudscha (حج محمود شجاع, DMG Ḥaǧǧ Maḥmūd Šuǧā) genannt. Die Errichtung erfolgte über eine Waqf und wurde von der jüdischen Gemeinschaft vor Ort finanziert. Das Bauland wurde von drei Familien gestiftet: Bipurat, Yu Matub und Zakariya'i. Aus der Tatsache, dass drei Synagogen in einem Baukomplex vereint sind, ist erkennbar, dass es mehrere unterschiedlich ausgerichtete jüdische Gemeinden gab, die ihre eigenen Gottesdienste feierten, zum Bau ihrer Gotteshäuser aber kooperierten und so Ausgaben und Raum sparten. Die Grundstücksgrenzen deuten darauf hin, dass die Dschima'ati-Synagoge als erste der Synagogen gebaut wurde. Es wird vermutet, dass die Große Synagoge über einer älteren Synagoge errichtet und ungefähr im Jahre 1908 fertiggestellt wurde. Alle drei Synagogen des Komplexes entstanden, als der schiitische Geistliche Aqa Najafi Esfahani (1846–1914) über die Stadt Isfahan regierte. Während in dieser Zeit Bahais in Isfahan verfolgt wurden und es auch zu zwei Massakern kam, gab es für Juden einige Erleichterungen, so auch beim Neubau von Synagogen und einer eigenen Badeanstalt. Das Baujahr ist nicht durch eine Inschrift angegeben, doch bestätigen Bewohner aus der Gemeinde, dass die Große Synagogue um 1900 errichtet wurde. Die Synagoge wurde Anfang des 21. Jahrhunderts mit Unterstützung der iranischen Kulturerbe-Organisation renoviert und wurde auch im Jahre 2017 noch als Synagoge genutzt.

## Architektur des Komplexes und der drei in ihn integrierten Synagogen
Als Besonderheit bildet die Große Synagoge Isfahans (Bozorg-Synagogue) mit der Dschima’ati- und der Mulla-Rabi-Synagoge einen Gebäudekomplex. Dieser fügt sich in seiner Architektur in die Gebäude der Umgebung ein und ist wie diese aus Ziegeln gemauert. Außen sind wie bei den anderen Synagogen der Stadt keine religiösen Symbole erkennbar. Für alle drei in den Komplex integrierten Synagogen gibt es einen gemeinsamen Eingang am südlichen Ende der östlichen Außenwand von außen in einen langen Korridor, der nach Westen verläuft und dann in der Mitte des Komplexes nach Norden ins Innere des Komplexes abknickt und von dem drei Türen zu den Gebetsräumen der drei Synagogen führen.

### Große Synagoge (Kenisa-ye Bozorg)
Die Kenisa-ye Bozorg nimmt die östliche Hälfte des Synagogenkomplexes ein. Der Name Buzurg („groß“) drückt aus, dass diese Synagoge etwas größer ist als die anderen Synagogen in Dschuybare. Ins Innere der Großen Synagoge kommt man durch einen langen Korridor. Über der Gebetshalle befindet sich zentral eine Kuppel, die auf vier Steinsäulen ruht, verbunden durch Rundbögen. Tageslicht dringt in die Halle durch das Oberlicht in der Kuppel. Nördlich und südlich der Zentralkuppel gibt es zwei weitere Kuppeln. Der Sitzbereich der Frauen ist nicht von dem der Männer großräumig getrennt; vielmehr sind die Sitzbereiche an den Wänden um die Bima herum angebracht. 2017 war die Synagoge durch kurz zuvor stattgefundene Renovierungen in einem guten Zustand.

### Molla-Rabi-Synagoge (Kenisa-ye Molla Rabi')
Die Molla-Rabi-Synagoge im südwestlichen Teil des Komplexes hat einen quadratischen Grundriss und eine rechteckige Gebetshalle, die durch mehrere achteckige Oberlichter mit Tageslicht beleuchtet wird. Die Synagoge ist 2017 in einem guten Zustand, ohne dass Renovierungen stattgefunden hätten.

### Dschima'ati-Synagoge (Kenisa-ye Dschima'ati)
Die Dschima'ati-Synagoge im nordwestlichen Teil des Komplexes ähnelt der direkt anschließenden Großen Synagoge, die jedoch größer und stärker verziert ist. Die Dschima'ati-Synagoge hat einen quadratischen Grundriss. In der Gebetshalle sind wie bei der Großen Synagoge die Sitzplätze um die Bima herum an den Wänden mit zusätzlichen Sitzen näher bei der Bima, ohne Trennung der Frauen- und Männerplätze. Der Tora-Schrein wird von einem reich verzierten Vorhang verhüllt. Die Synagoge hat reich verzierte Steinsäulen und Kapitelle. Sie wurde im Jahre 2017 renoviert.